# Eckernförde (Kanalgutsbezirk)
Der Kanalgutsbezirk Eckernförde (alternativ u. a. auch: Kanalgutsbezirk Eckernförde; Eckernförde, fiskalischer Kanalgutsbezirk; Eckernförde, Kanalgutsbezirk; Eckernförder Kanalgutsbezirk, Kanaldistrikt Eckernförde; Kanaldistrikt) war eine Kommunale Einheit, die 1777 schon beim Bau des Eiderkanals eingerichtet zunächst zum historischen Amt Hütten und ab 1869 zum neu geschaffenen Kreis Eckernförde gehörte. Heute würde man den Begriff Gemeindefreies Gebiet benutzen.

## Flächen
Der Kanalgutsbezirk bestand aus mehreren Teilflächen entlang des Nord-Ostsee-Kanals in und
westlich von Holtenau sowie in dieser Ausdehnung entlang des Vorgängerkanals, dem Eiderkanal.
Die größte Fläche, die dem Eckernförder Kanalgutsbezirk angehörte, war der Bereich der Kanalmündung des Nord-Ostsee-Kanals einschließlich des gesamten Schleusenbereichs. Hinzu kamen eine weitere Fläche in Holtenau sowie Flächen im Ort Levensau, an der Knooper Schleuse, an der Rathmannsdorfer Schleuse, an der Königsförder Schleuse, an der Kluvensieker Schleuse in Steinwehr und an der Landwehrer Schleuse in Warleberg und Quarnbek sowie bis 1878 das sogenannte Pferdehaltergewese und Hafenmeistergewese in Klint, einem kleinen Ort innerhalb der Gemeinde Fockbek.

## Einwohner und Verwaltung
Im Jahr 1895 betrug die Einwohnerzahl 170; im Jahr 1900 waren es 182 Einwohner. Die überwiegende Anzahl der Bewohner lebte im Bereich der Holtenauer Kanalmündung, so waren es 1900 von den 182 Einwohnern 160. Weitere bewohnte Teile des Kanalgutsbezirkes waren 1902:  die weitere Fläche in Holtenau, die Flächen in Levensau und an der Königsförder Schleuse.  Der Holtenauer Gemeindevorsteher (wäre heute: Bürgermeister) übte gleichzeitig das Amt des Gutsvorstehers des Kanalgutsbezirkes Eckernförde aus. Letzter Gutsvorsteher war Wilhelm Jaeger (1851–1915), nach dem in Holtenau die Jaegerstraße (heute: Jaegerallee) benannt wurde.

## Auflösung
Der Kanalgutsbezirk wurde am 13. Mai 1907 aufgelöst; die Flächen wurden in die Gemeinden und Gutsbezirke Holtenau, Stadtkreis Kiel, Klein Königsförde, Rathmannsdorf, Schinkel, Steinwehr und Warleberg eingegliedert.